# 神奈川県立津久井浜高等学校
神奈川県立津久井浜高等学校（かながわけんりつ つくいはまこうとうがっこう）は、神奈川県横須賀市津久井にある公立の高等学校である。近隣には津久井浜観光農園や武山、三浦海岸などの名所があり自然環境に恵まれている。略称は「津浜（つはま）」。

## 沿革
- 1976年
  - 4月 - 第一回入学式。
  - 6月 - 開校記念式典。
- 1990年8月 - プール完成。
- 2006年11月 - 第30回創立記念日。
- 2007年4月 - 神奈川県立武山養護学校の分教室が当校の空き教室を利用し開校。
- 2013年 - 神奈川県より教育実践校に指定される。テーマは伝統・文化教育[1]。
- 2018年11月 - 仮校舎完成。

## 部活動
県内有数の実力を誇る剣道部、硬式野球部や演劇部を初め部活動が盛んで生徒の部活の所属率も高い。
硬式野球部は昭和61年、全国高等学校野球選手権大会神奈川県予選でベスト4まで進出した。

## 進学
- 大学進学率は約60%（短大含める）専門学校などをあわせれば殆ど全員が進学する。 主な進学先は高大連携等交流の深い関東学院大学や神奈川大学を初めとした中堅大学へ進学する生徒が多い。

## 交通
- 京急久里浜線津久井浜駅 徒歩5分。

## 著名な出身者
- 久米田康治（漫画家）
- 赤羽秀之（俳優）
- 天達武史（気象予報士）